# Темппелиаукио
Церковь Темппелиаукио (фин. Temppeliaukion kirkko; также Темпелплатс, швед. Tempelplatsens kyrka) — лютеранская приходская церковь в Тёёлё, одном из центральных районов Хельсинки. Церковь была спроектирована и построена финскими архитекторами братьями Тимо и Туомо Суомалайненами. Освящена в 1969 году.

## История
Temppeliaukio или Tempelplats (Храмовая площадь) была выбрана для строительства новой церкви в 1930-е годы, но план Й. С. Сирена, победителя второго тура конкурса на лучший проект не был реализован в связи с началом Второй мировой войны, которая началась в 1939 году. После войны в 1961 году был повторный конкурс проектов нового церковного здания, который выиграли братья Тимо и Туомо Суомалайнены. Из экономических соображений, внутреннее пространство церкви было сокращено примерно на одну четверть от первоначального плана. Строительство началось в феврале 1968 года и церковь-в-скале была готова для освящения в сентябре 1969 года.

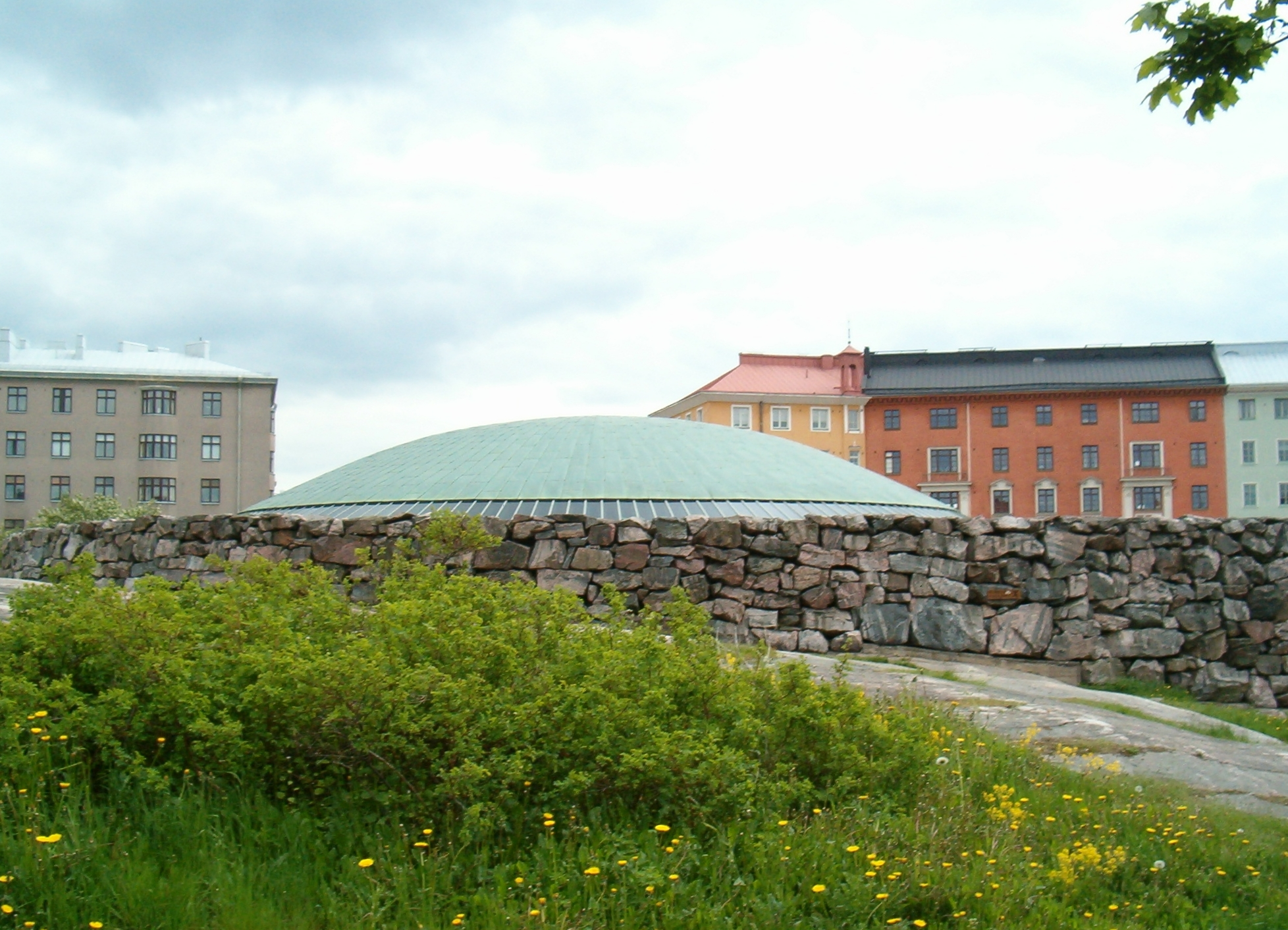
Медная крыша церкви

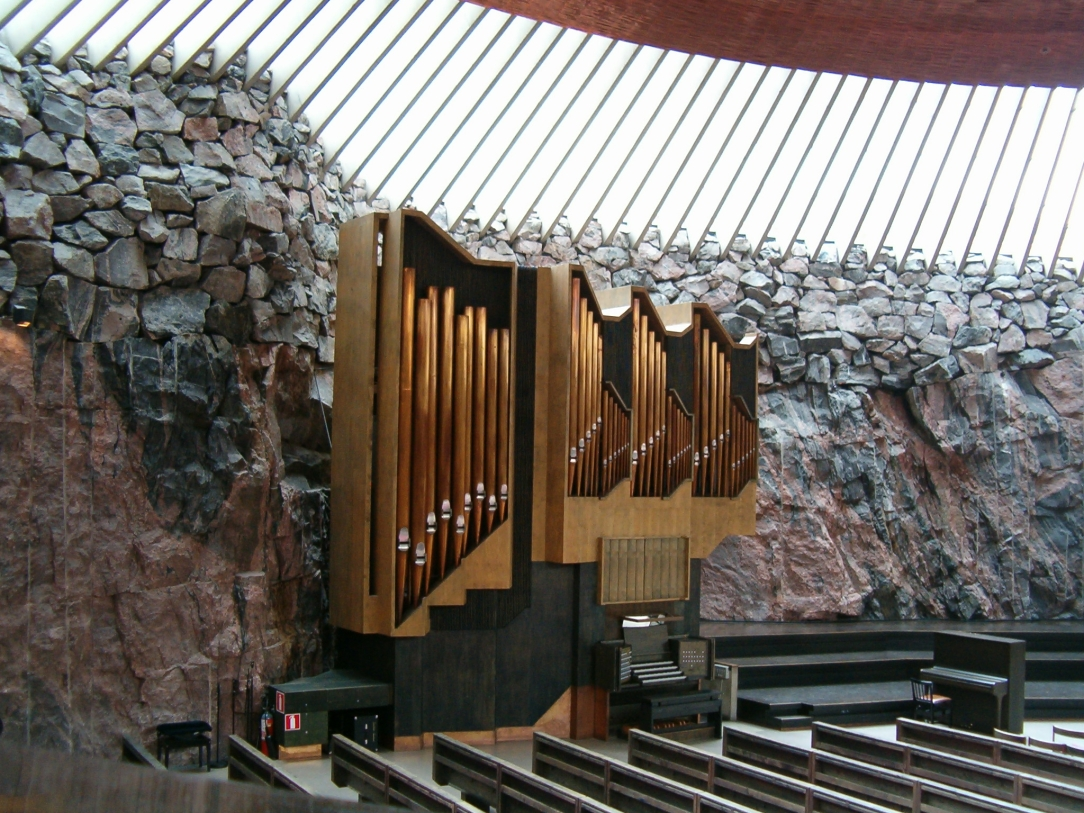
Церковный орган — вид с балкона

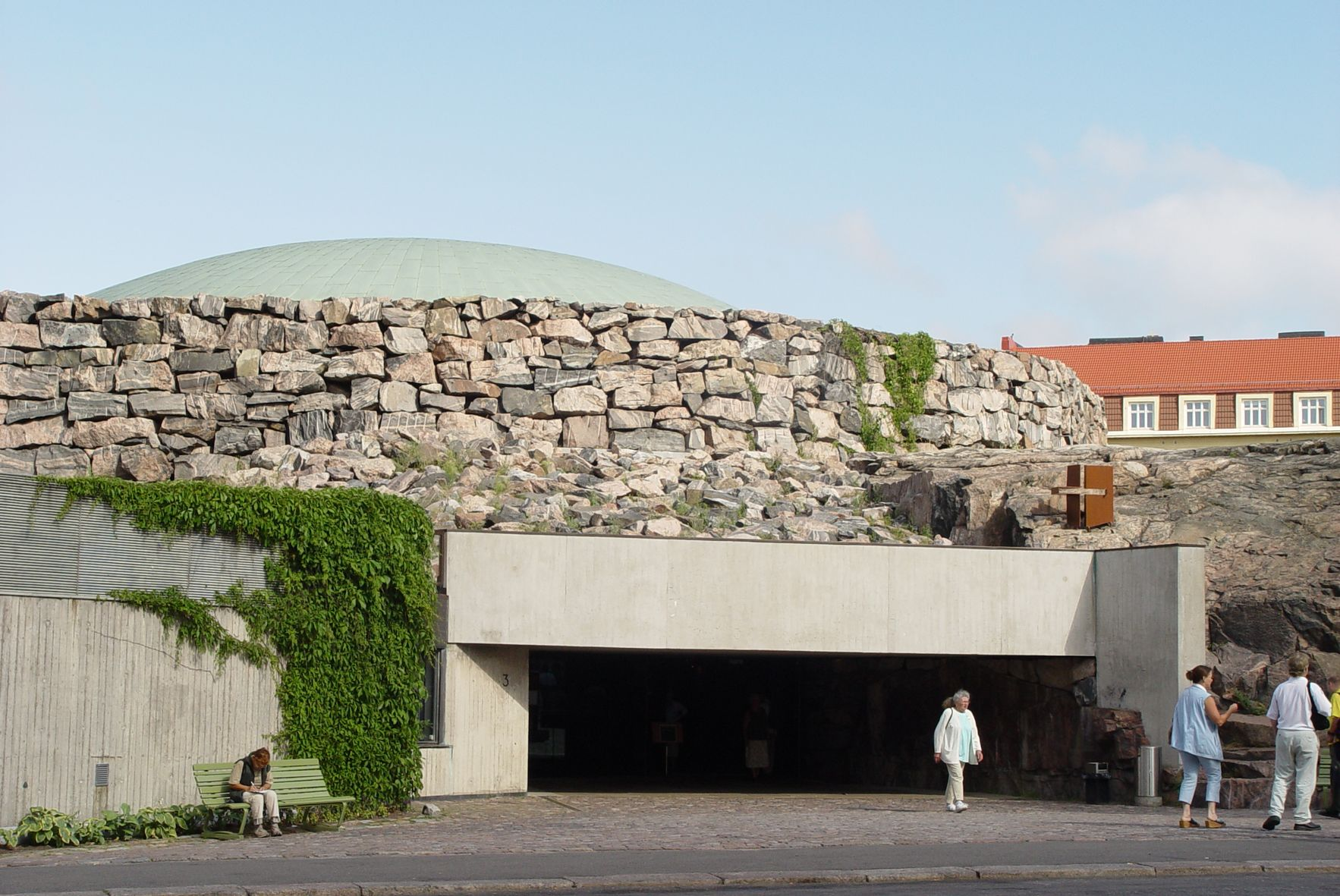
Вход в церковь

Внутреннее пространство церкви было вырублено в скале, но в здании много естественного света, проникающего через стеклянный купол. Церковь часто используется как место проведения различных концертов из-за её превосходной акустики. Акустическое качество обеспечивается грубыми, фактически необработанными скальными поверхностями. Подобное оформление интерьера отсутствовало в первоначальном плане, но дирижёр Пааво Берглунд и акустик Маури Парьё предложили внести изменения в проект. Пространство за алтарём ограничено величественной каменной стеной, возникшей естественным путём после таяния ледника.
Церковь Темппелиаукио — одна из самых популярных достопримечательностей в городе. В год это место посещает более полумиллиона человек. Сохранение первозданного ландшафта площади — фундаментальная концепция расположения здания. Оригинальные конструкторские решения, реализованные в церкви, привлекают профессионалов и любителей архитектуры.
Внутри здания находится орган, имеющий: 4 мануала, 54 регистра и 3001 трубу (мастер — Вейкко Виртанен).
В отличие от традиционных церквей, в церкви Темппелиаукио отсутствуют колокола. Имитация колокольного звона, осуществлённая Танели Куусисто, создаётся громкоговорителями, расположенными на внешней стене здания.
Однако строительство церкви не обошлось без эксцессов. Молодые люди наносили на стены строительной площадки граффити BIAFRA, пытаясь таким образом привлечь внимание общественности к гражданской войне в Нигерии.
Благодаря своей приземистой форме и непроницаемой каменной конструкции церковь иногда называют бункером антидьявольской защиты (фин. Piruntorjuntabunkkeri).
29 июня 2006 года здесь была проведена первая в Финляндии металлическая месса, когда церковные песнопения исполнялись под аккомпанемент тяжелого рока.